# Elroy (Carolina del Nord)
Elroy és una concentració de població designada pel cens dels Estats Units a l'estat de Carolina del Nord. Segons el cens del 2007 tenia 3.905 habitants.

## Demografia
Segons el cens del 2000, Elroy tenia 3.896 habitants, 1.534 habitatges i 1.087 famílies. La densitat de població era de 234,3 habitants per km².
Dels 1.534 habitatges en un 33,9% hi vivien nens de menys de 18 anys, en un 53,8% hi vivien parelles casades, en un 12,4% dones solteres, i en un 29,1% no eren unitats familiars. En el 23,3% dels habitatges hi vivien persones soles el 5,7% de les quals corresponia a persones de 65 anys o més que vivien soles. El nombre mitjà de persones vivint en cada habitatge era de 2,54 i el nombre mitjà de persones que vivien en cada família era de 2,99.
Per edats la població es repartia de la següent manera: un 24,9% tenia menys de 18 anys, un 10,5% entre 18 i 24, un 32% entre 25 i 44, un 23,1% de 45 a 60 i un 9,4% 65 anys o més.
L'edat mediana era de 35 anys. Per cada 100 dones de 18 o més anys hi havia 102,6 homes.
La renda mediana per habitatge era de 35.286 $ i la renda mediana per família de 37.853 $. Els homes tenien una renda mediana de 25.943 $ mentre que les dones 21.776 $. La renda per capita de la població era de 17.197 $. Entorn del 10,1% de les famílies i l'11,5% de la població estaven per davall del llindar de pobresa.

## Poblacions més properes
El següent diagrama mostra les poblacions més properes.